# Russell Tovey
Russell Tovey (Billericay, Essex, Reino Unido, 14 de noviembre de 1981) es un actor inglés con numerosos trabajos en televisión, cine y teatro. Tovey es especialmente conocido por su trabajo en Being Human, serie dramática sobrenatural de la British Broadcasting Corporation (BBC) que comenzó a emitirse en 2008, en el personaje del hombre lobo George Sands.
En noviembre de 2011 anunció que abandonaría Being Human para trabajar a tiempo completo en Him & Her, una comedia de situación de la BBC Three

## Biografía

### Primeros años
Russel George Tovey creció en Billericay (Essex),
junto a su hermano, Daniel,
y sus padres, quienes dirigían un servicio de transporte de pasajeros en autocar desde Essex al aeropuerto de Gatwick (Londres).
Estudió en la Shenfield High School,
y era, según él mismo dice, un ávido coleccionista de cosas variadas y propenso a caer en modas pasajeras.
Sus padres le apoyaron en estos intereses, le compraron un detector de metales, le llevaron a excavaciones arqueológicas, museos y convenciones de mineralogistas. Durante un tiempo quiso ser profesor de Historia. Pero después de ver Dead Poets Society, Los Goonies y  Cuenta conmigo, se decidió por la interpretación.

### Trayectoria profesional
Tovey comenzó su carrera como un muy joven actor. Se unió a un club dramático local, donde atrajo la atención de un agente de talentos.
Comenzó a actuar con once años de edad. Trabajó de un modo tan continuo y perdió tantas clases que su padre sugirió que cortase con su carrera de actor, pero su madre convenció a su padre para que le dejara continuar.
En 1994 fue escogido para trabajar en Mud, una serie de televisión emitida por la cadena CBBC (Children's BBC).
Dejó sus estudios secundarios a los dieciséis años, e inició un BTEC en artes interpretativas en el Barking College. Después de un año fue expulsado, por rechazar un papel en una representación escolar a favor de un papel pagado.
Trabajó en representaciones en Chichester dirigidas por Debra Gillett; esta le presentó a su esposo, Patric Marber, quien le dio un papel en la obra Howard Katz, en el National Theatre, donde también participó en His Girl Friday y His Darke Materials.
En 2004 asumió el papel de Rudge en The History Boys, de Alan Bennett, en el Royal National Theatre, así como durante la gira por Broadway, Sídney, Wellington y Hong Kong; también interpretó el personaje en las adaptaciones radiofónica y cinematográfica de la obra.
Aunque realizó la audición para el personaje de Crowther, accedió a asumir el papel de Rudge después de que el autor prometiera darle más cuerpo al personaje. A diferencia de sus compañeros, Tovey no había estudiado arte dramático y sentía cierta inseguridad. Por ello, se apuntó a numerosos talleres y lecturas ofrecidos por el National Theatre.
En la primavera de 2007 Tovey tenía un papel habitual en la comedia de la BBC Three Rob Brydon's Annually Retentive, donde interpretaba al productor de Rob, Ben. Ese mismo año realizó cuatro apariciones como actor invitado en otra comedia de la BBC Three, Gavin & Stacey, así como en el episodio especial de Navidad de Doctor Who, titulado «El viaje de los condenados».
Russell T Davies, el productor ejecutivo de la serie y guionista principal, había comentado que Tovey pudiera ser un buen reemplazo para David Tennant en el papel del Doctor, antes de que se anunciara que el undécimo Doctor sería interpretado por Matt Smith. Tovey retomó el papel del guardiamarina Alonso Frame en el especial de Navidad 2009-10 de Doctor Who titulado El fin del tiempo.
El 18 de febrero de 2008 se estrenaba en la BBC Three el episodio piloto de la serie Being Human, donde Tovey interpretaba a George Sands, un hombre lobo que comparte piso con un vampiro y una fantasma. Se encargó una serie en seis temporadas, cuyo primer episodio se emitió el 25 de enero de 2009.
En una entrevista a la revista Attitude en 2008, Tovey expresó el deseo de interpretar papeles más oscuros: «personajes realmente oscuros, jodidos... como drag queens, prostitutos, alguien de quien han abusado, un violador», aunque precisando que se considera a sí mismo un tipo básicamente feliz.
En marzo de 2009 Tovey interpretó un papel protagonista en la obra A Miracle, en el Royal Court Theatre, como Gary Trudgill, un soldado británico que vuelve a Norfolk del extranjero.
El ocho de marzo de 2009 entregó en Grosvenor House el Premio Laurence Olivier a la mejor actriz a Margaret Tyzack por su papel en The Chalk Garden de Enig Bagnold.
Ese mismo año trabajó en la película de Ben Miller Huge y protagonizó dos pilotos televisivos: Young, Unemployed and Lazy,
una comedia de situación de la BBC Three que sería renombrada en 2010 como Him & Her,
y en The Increasingly Poor Decisions of Todd Margaret (emitido como parte del programa Comedy Showcase), una comedia para Channel 4 escrita por David Cross y Shaun Pye, con Spike Jonze y Will Arnett.
También apareció en tres cortometrajes: In Passing, de Chris Croucher,
Drop, de Gavin Toomey
estrenado en el Rushes Soho Shorts Film Festival de 2009, y Roar, de Adam Wimpenny, estrenado en el Palm Springs International Film Festival el 24 de junio de 2009.
En enero de 2012 Tovey apareció en la serie británica Sherlock, interpretando a Henry Knight en el episodio «The Hounds of Baskerville» (Los sabuesos de Baskerville). Poco después, en febrero de 2012 su personaje murió en el primer episodio de la cuarta temporada de Being Human.
En el 2014 participó como actor invitado en la primera temporada de la serie de HBO Looking, donde interpretó a un desarrollador de videojuegos homosexual pasando a formar parte ya de la segunda temporada de la misma.
En 2016 su actuación estuvo marcada por las apariciones en The Night Manager (El Infiltrado) y en la segunda temporada de Quantico.

## Vida personal
Russell Tovey es abiertamente homosexual.
En una entrevista otorgada a The Scotsman dijo que descubrió su orientación sexual a los 15 o 16 años, y que se lo dijo a sus padres a los 18. Según contaba, tuvo una discusión con su padre sobre su homosexualidad, y su padre sugirió que, de haberlo sabido antes, le habría pedido que tomara hormonas o siguiera algún tratamiento médico para «solucionar el problema». Decía también que sus padres estaban muy preocupados por la posibilidad de que pudiera infectarse de sida, lo que pudo contribuir al conflicto. No obstante, el nacimiento de su sobrino en 2005 contribuyó a suavizar la situación. Tovey también dijo: «lo único que puedo dar a los jóvenes gais es que cuando yo crecía no había modelos de comportamiento gay que fueran masculinos, que fueran hombres. Todo el mundo era extravagante y afeminado, y recuerdo pensar "Yo no soy así, incluso aunque creo que soy gay, no creo que tenga lugar en este mundo"».

## Filmografía

### Televisión
| Año     | Título                               | Personaje             | Notas                                                       |
| ------- | ------------------------------------ | --------------------- | ----------------------------------------------------------- |
| 2001    | Agatha Christie's Poirot             | Lionell Marshall      | "Maldad bajo el sol" Temporada 8, Episodio 1                |
| 2001    | Agatha Christie's Marple             | policía Terence Reed  | "Matar es fácil" Temporada 4, Episodio 2                    |
| 2010    | Doctor Who                           | Alonso                |                                                             |
| 2012    | Sherlock                             | Henry Knight          | "El perro de los Baskerville"                               |
| 2013    | What Remains                         | Michael Jenson        |                                                             |
| 2014–15 | Looking                              | Kevin                 | Temporada 1-2                                               |
| 2017    | The Flash                            | Ray Terrill / The Ray | Temporada 4, Episodio 8                                     |
| 2017    | Legends of Tomorrow                  | Ray Terrill / The Ray | Temporada 3, Episodio 8                                     |
| 2016–18 | Quantico                             | Harry Doyle           | Temporada 2-                                                |
| 2019    | Years & Years                        | Daniel Lyons          | Temporada 1                                                 |
| 2019    | Supergirl                            | Ray Terrill / The Ray | Episode: "Crisis on Infinite Earths, Part 1", sin acreditar |
| 2020    | The Sister                           | Nathan                | 4 episodios                                                 |
| 2021    | RuPaul's Drag Race UK                | Él mismo              | Juez invitado                                               |
| 2022    | American Horror Story: New York City | Patrick Read          | Temporada 11, 10 episodios                                  |
| 2023    | Juice                                | Hombre                | 5 episodios                                                 |
| 2024    | Feud: Capote vs. The Swans           | John O'Shea           | Posproducción                                               |

### Cine
| Año  | Película                                      | Personaje           | Director         |
| ---- | --------------------------------------------- | ------------------- | ---------------- |
| 2006 | The History Boys                              | Peter Rudge         | Nicholas Hytner  |
| 2012 | Grabbers                                      | Adam Smith          | Jon Wright       |
| 2012 | The Pirates! In an Adventure with Scientists! | Pirata albino (voz) | Peter Lord       |
| 2014 | Pride                                         | Tim                 | Matthew Warchus  |
| 2014 | Moomins on the Rivera                         | Moomin (voz)        | Xavier Picard    |
| 2015 | The Lady in the Van                           | Joven con pircing   | Nicholas Hytner  |
| 2015 | Stick Man                                     | Perro (voz)         | Julia Donaldson  |
| 2016 | Looking: The Movie                            | Kevin Matheson      | Andrew Haigh     |
| 2016 | The Pass                                      | Jason               | Ben A. Williams  |
| 2017 | The Hippopotamus                              | Rupert Keynes       | John Jencks      |
| 2019 | The Good Liar                                 | Steven              | Bill Condon      |
| 2022 | Allelujah                                     | Colin Colman        | Richard Eyre     |
| 2023 | Love Again                                    | Billy Brooks        | James C. Strouse |

### Teatro
| Año  | Obra               | Personaje | Director        | Teatro | Notas                                                              |
| ---- | ------------------ | --------- | --------------- | ------ | ------------------------------------------------------------------ |
| 2004 | His Dark Materials | Roger     | Nicholas Hytner | -      | junto a Niamh Cusack, Timothy Dalton, Dominic Cooper y Ben Whishaw |